# CD Leganés

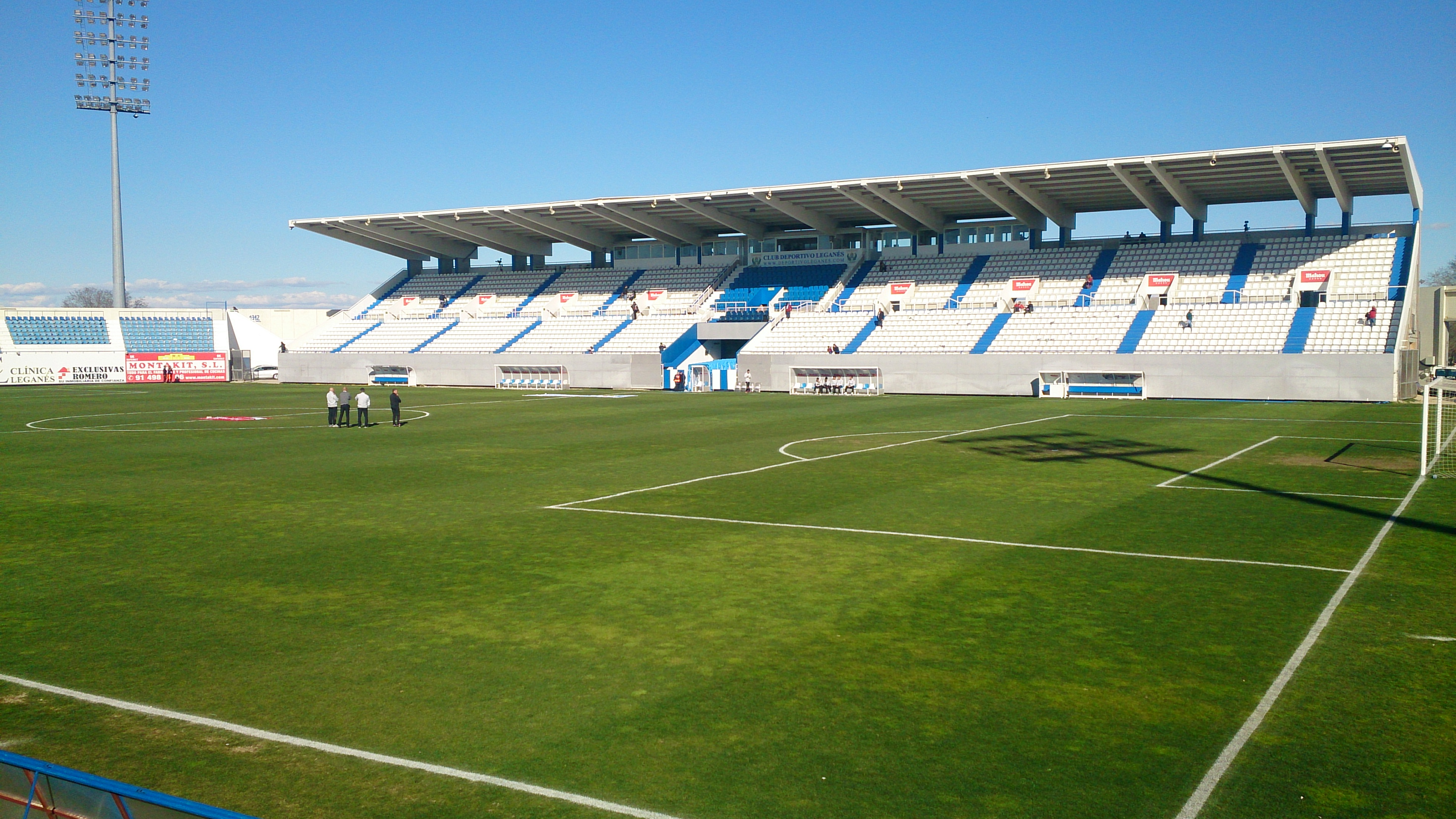
Estadio Municipal de Butarque (2015)

CD Leganés (celým názvem Club Deportivo Leganés S.A.D.) je španělský fotbalový klub z města Leganés poblíž Madridu. Založen byl 23. června 1928. Domácí zápasy hraje na stadionu Estadio Municipal de Butarque s kapacitou cca 10 958 míst. Klubové barvy jsou modrá a bílá. Jeho největším rivalem je tým Getafe CF.
Klub se od data založení pohyboval v nižších španělských ligách.
V sezóně 2015/16 postoupil poprvé ve své historii do španělské nejvyšší soutěže Primera División.